# Chevetogne
Chevetogne is een plaats in de Belgische gemeente Ciney in de provincie Namen op ca. 350m hoogte met circa 320 inwoners. Tot 1977 was Chevetogne een zelfstandige gemeente.

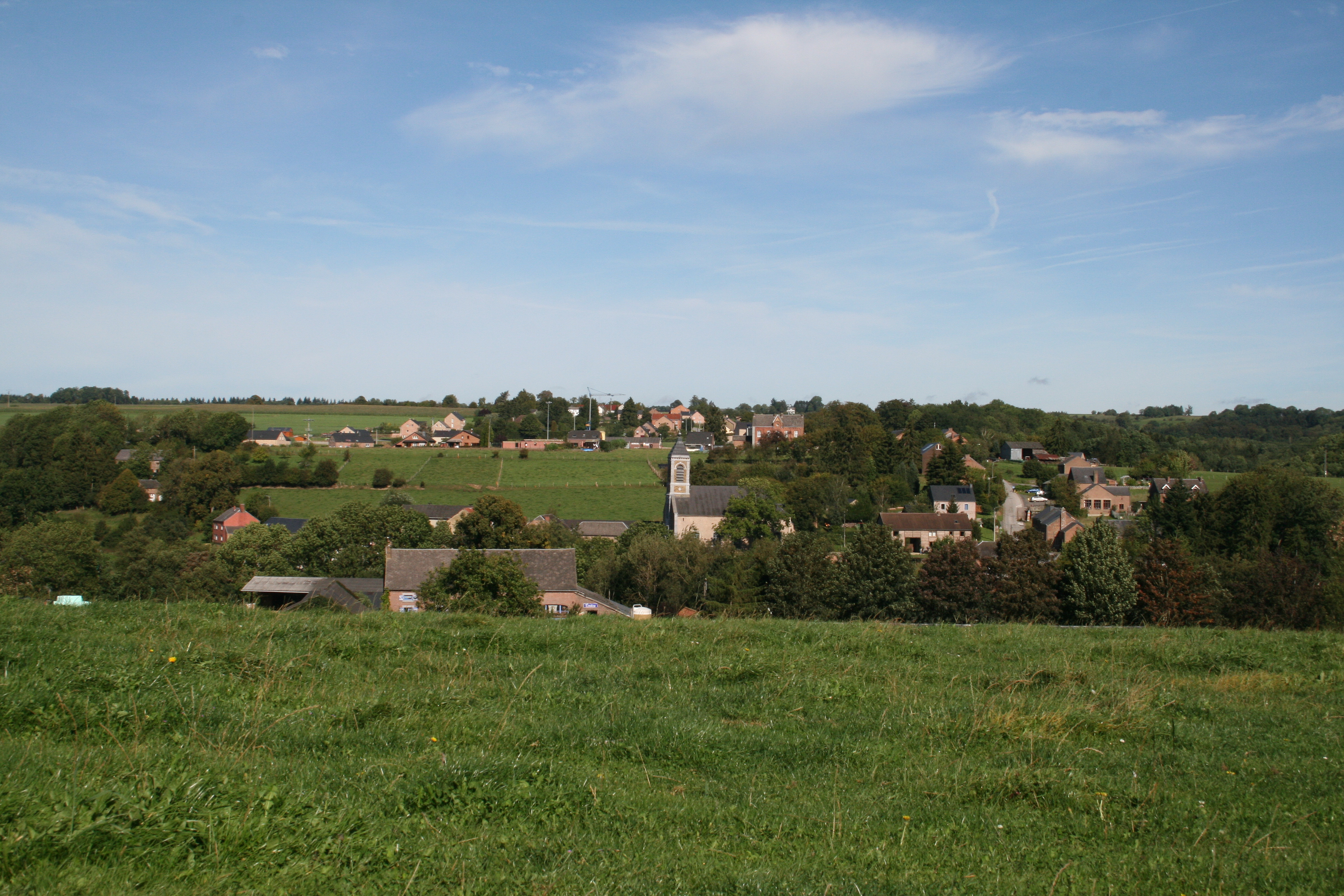
Panorama van het dorp

Binnen de gemeentegrenzen liggen een recreatiedomein en een abdij.
Ten zuidoosten van Chevetogne bevindt zich sinds 1939 de benedictijnerabdij Monastère de Chevetogne, bijzonder is dat de monniken zich opdelen in twee groepen: de ene groep celebreert volgens de westerse Latijnse traditie, de andere volgens de oosterse Byzantijnse. Er zijn dan ook twee kerken op het terrein: een katholieke (1980) en een Byzantijnse (1955). In 2011 is het kloostercomplex uitgebreid met een extra vleugel voor zieken en gasten.

## Demografische ontwikkeling
- Bronnen:NIS, Opm:1831 tot en met 1970=volkstellingen, 1976= inwoneraantal op 31 december

Deelgemeenten: Achêne · Braibant · Chevetogne · Ciney · Conneux · Leignon · Pessoux · Serinchamps · Sovet

Overige kernen:  Barcenal · Bragard · Chapois · Conjoux · Corbion · Croix · Enhet · Fays · Haid · Halloy · Haversin · Jannée · Jet · Les Basses · Linciaux · Reuleau · Reux · Ronvaux · Senenne · Stée · Trisogne · Vincon · Ychippe

Belgische gemeenten · arrondissement Namen · provincie Namen · Wallonië